# Wallpfad

Logo Wallpfad

Der Wallpfad ist ein touristisches Projekt, welches im Jahre 2005 in der Uckermark umgesetzt wurde. Der ca. 70 Kilometer lange Wallpfad kann zu Fuß oder mit dem Fahrrad bereist werden, führt an zahlreichen historischen Stätten der Uckermark vorbei und streift dabei unterschiedliche Kulturepochen.

## Name
Der Name setzt sich zusammen aus „Wall“ bezogen auf Burgwälle, der „Pfad“ ist der Weg, der zum Burgwall führt.

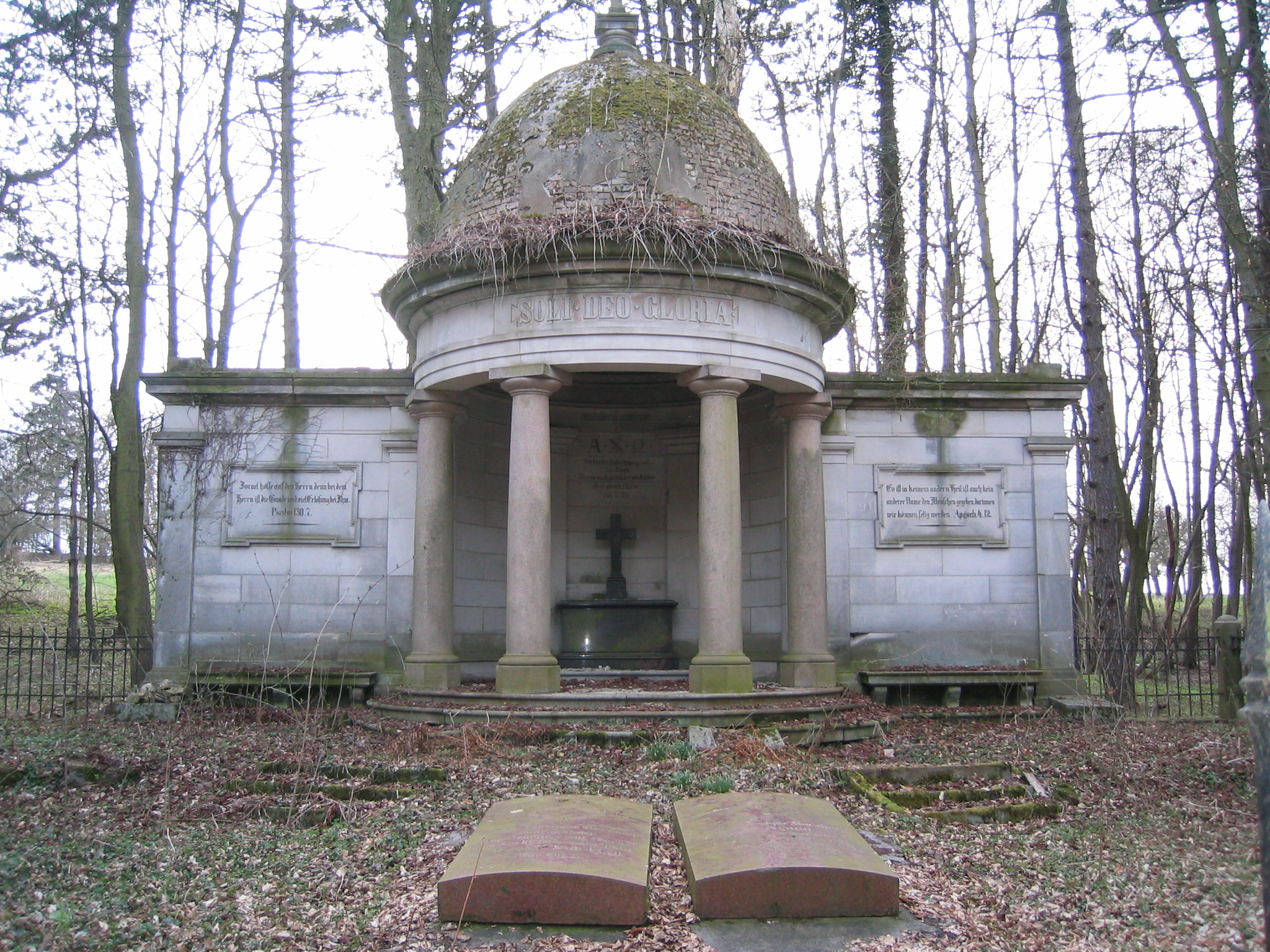
Erbbegräbnis in Suckow

## Routenführung
Der Wallpfad führt durch die Uckermärkische Seen (Oberuckersee und Unteruckersee), vorbei an slawischen Burgwällen.

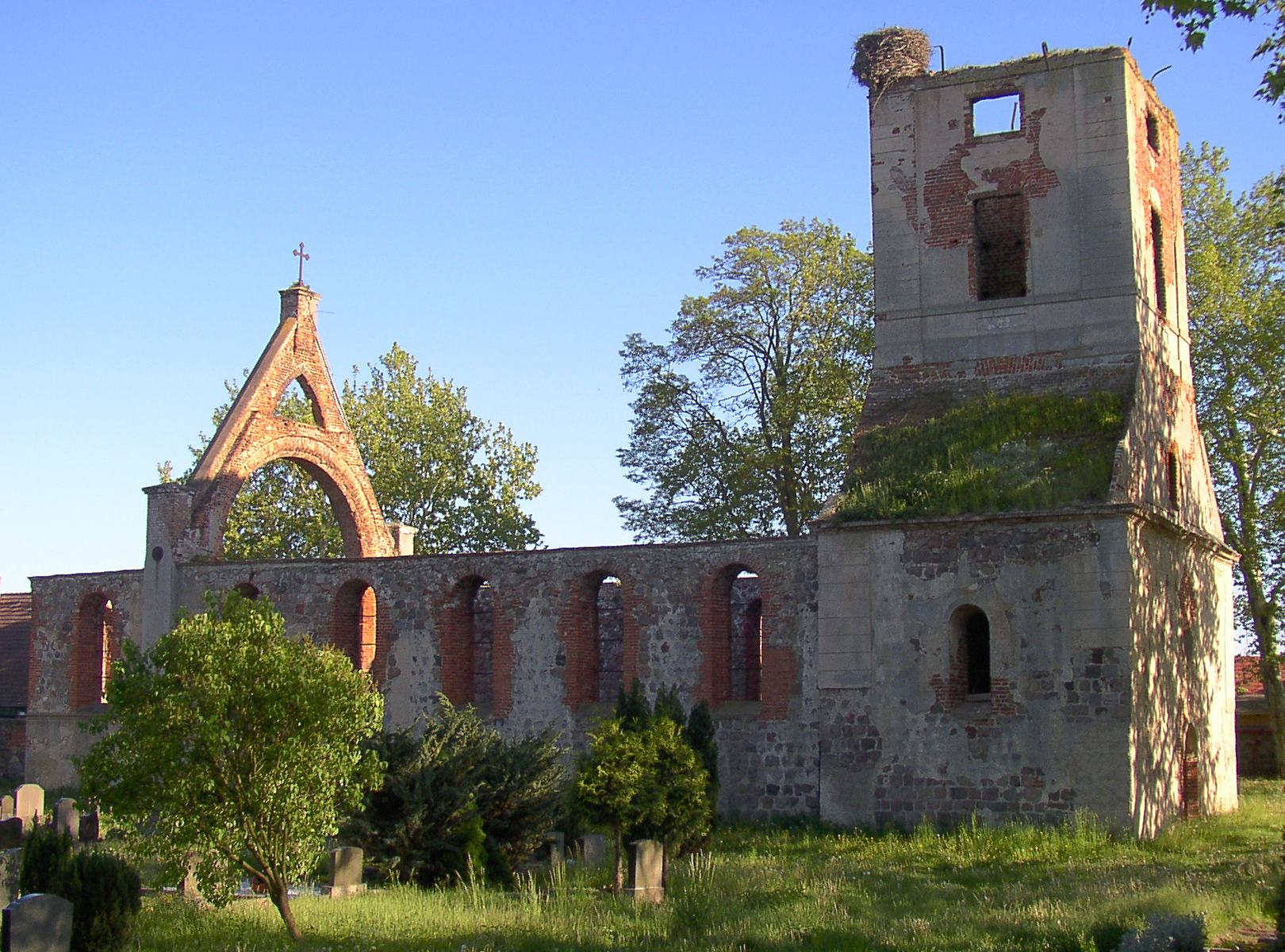
Kirchenruine in Flieth

Die Wegstrecke führt von Warnitz (Kirche, 1738 gebaut) über den Zimmerberg (Steinkiste), weiter nach Blankenburg (Wallberg einer ehemaligen Slawenburg), Seehausen (Ehemaliger Klosterstandort), Potzlow (Marktplatz, Rolandfigur und Kirche), Strehlow (Kirchenruine, Findling), Röpersdorf (Kirche), Sternhagen (Kirche), den Fünf-Seen-Blick (Phallusstein), Fergitz (Burgwallinsel, Dämonensteine in Kirche, ehemalige Wassermühle), Flieth (Kirchenruine), Vossberg (Hügelgrab auf dem Pechberg), Suckow (Eiskeller, Erbgräber derer von Arnim), Stegelitz (Kirche), Groß Fredenwalde (Grabstätte aus der Mittelsteinzeit, slawischer u. mittelalterlicher Burgwall, Feldsteinkirche u. Gutshaus) nach Melzow (alte Schmiede, Gebäude 1898 gebaut und Kirche mit Orgel, 1859 von Wilhelm Lang und Ferdinand Dinse gebaut und 2004 restauriert).

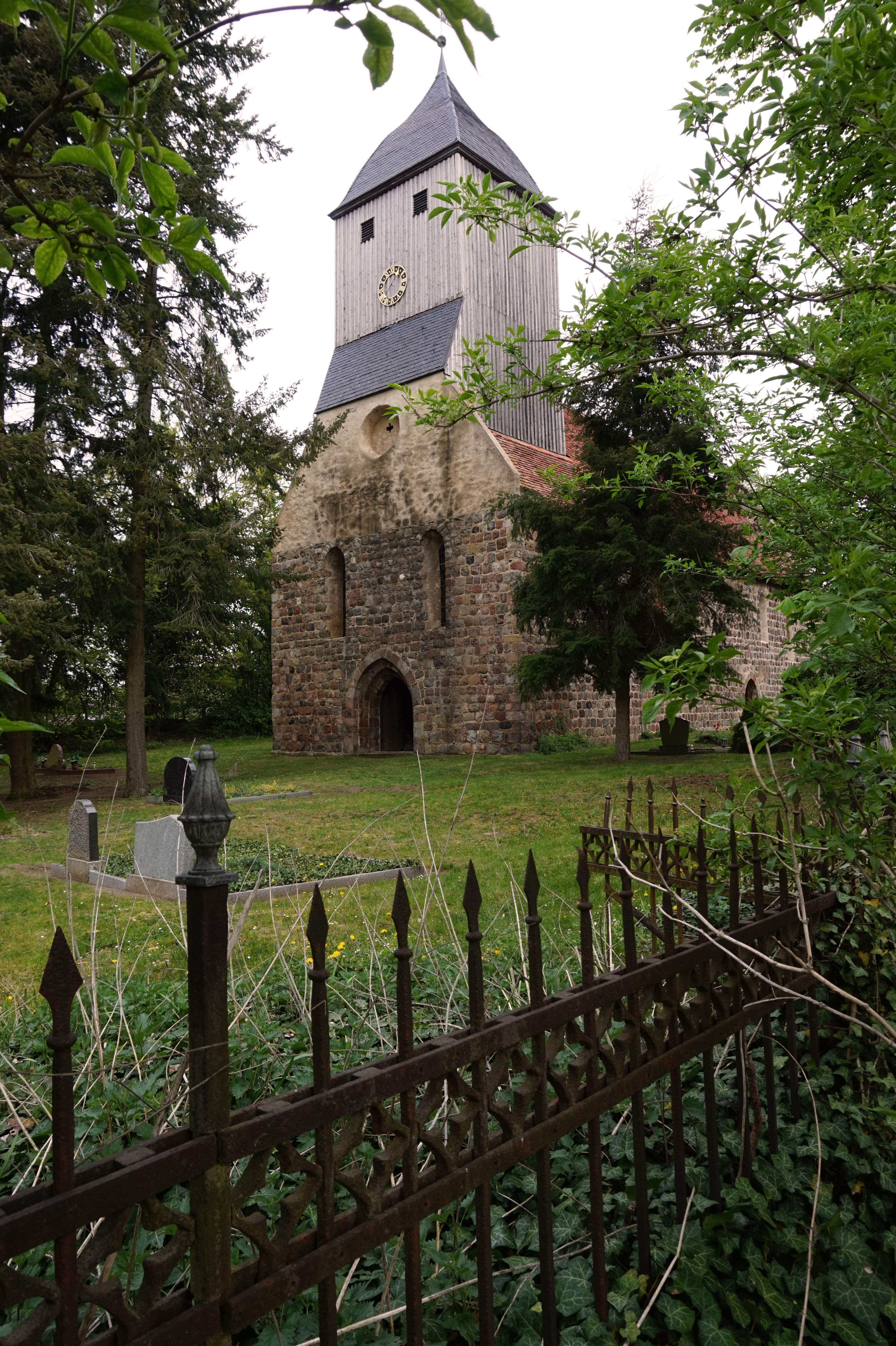
Kirche Sternhagen Nordwestuckermark

### Blockkiste

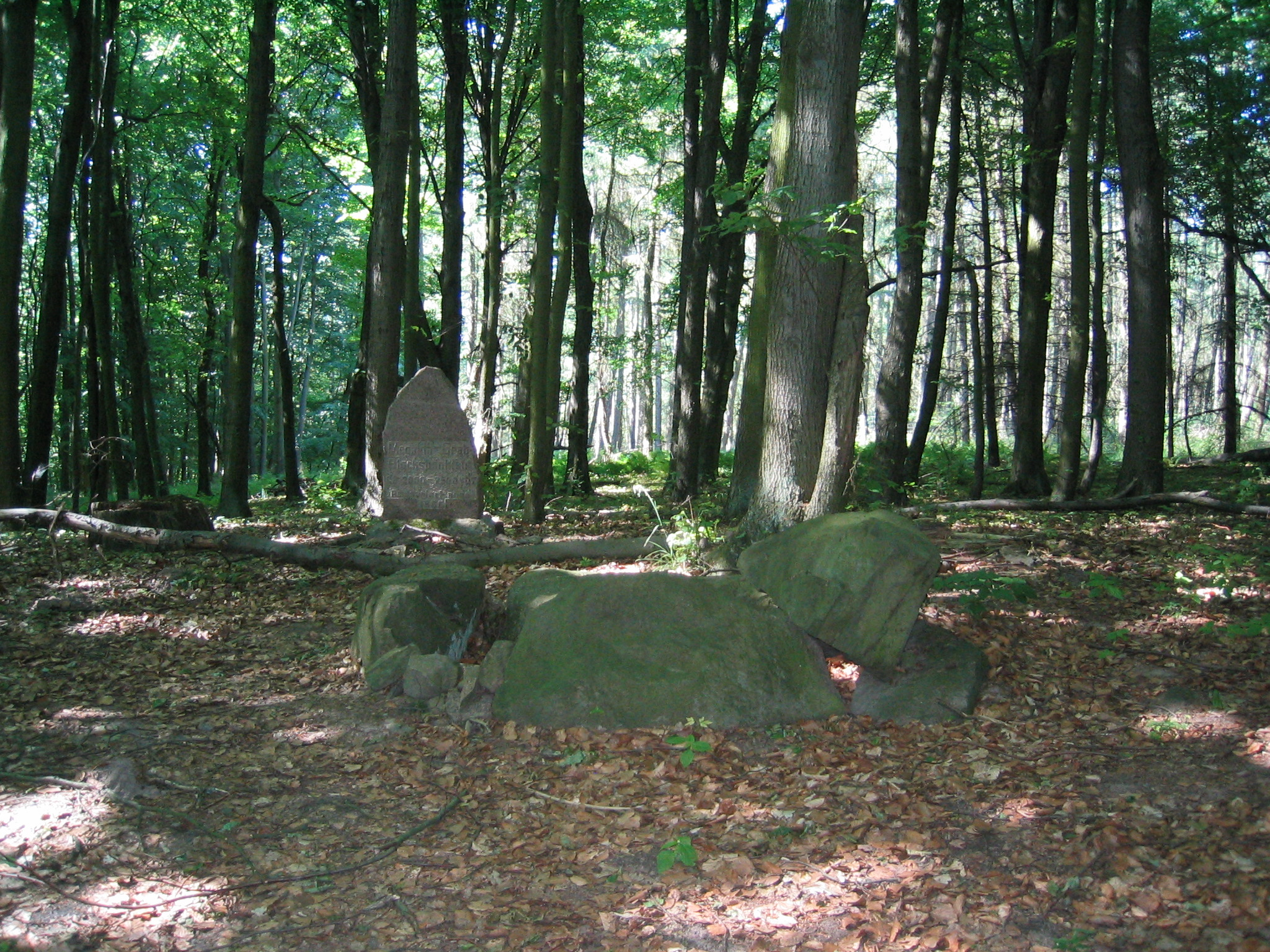
Blockkiste auf dem Zimmerberg

Auf dem Zimmerberg in der Nähe der Autobahnabfahrt Warnitz (BAB11) befindet sich auf einer Höhe von ca. 106 m die Blockkiste. In diesem Dolmen wurden beerdigt. Im Melzower Forst wurden in den 1930er Jahren beim Bau der Autobahn viele Steinkisten entdeckt. Die Blockkiste auf dem Zimmerberg ist die einzige unzerstörte in dieser Region und wurde im Jahre 1986 hergerichtet. 53° 11′ N, 13° 57′ O

### Slawenburg
In Blankenburg, einem Ortsteil der Gemeinde Oberuckersee befindet sich der Wallberg einer ehemaligen Slawenburg. 53° 13′ N, 13° 57′ O

### Zisterzienserkloster Marienwerder
Südlich vom heutigen Dorf Seehausen befand sich das Kloster Marienwerder. Die älteste urkundliche Erwähnung findet sich in einem Brief des Bischofs Wilhelm von Kammin, datiert mit 19. November 1250.
Das ehemalige Zisterzienserkloster (Nonnenkloster) befand sich auf der Halbinsel Marienwerder. Die Halbinsel war im Mittelalter durch eine überdachte Holzbrücke mit der  Burgwallinsel im Oberuckersee verbunden.
Bei Grabungen auf dem Werder (Bedeutung: Halbinsel), bei Tauchfunden und Unterwassergrabungen im Oberuckersee in den Jahren von 1984 bis 1991 kamen Fundamentreste ans Tageslicht, mehr als 20 000 Gegenstände aus dem Klosterleben wurden gefunden. Teile der Funde sind im Kulturhistorischen Museum im Dominikanerkloster Prenzlau zu sehen. 53° 12′ N, 13° 53′ O

### Hölzerner Roland
Hölzerner Roland in Potzlow am Marktplatz

### Mittelpunkt der Uckermark
Der geografische Mittelpunkt der Uckermark liegt an der Straße von Seehausen nach Potzlow, in der Nähe der Kanalbrücke (Ucker) bei Seehausen. In der Nähe des Mittelpunktes befindet sich ein 6-Tonnen-Findling mit Gedenktafel und eine überdachte Sitzgelegenheit. Der eigentliche Geografische Mittelpunkt befindet sich im Naturschutzgebiet. 53° 13′ N, 13° 52′ O

### Seenblick
An dem Radweg zwischen Potzlow und Fergitz liegt der Rastplatz Seenblick. Dort in der Nähe ist auch der Phallusstein.

### Burgwallinsel
Bei Fergitz (Westufer) und Warnitz (Ostufer) im Oberuckersee befindet sich die Burgwallinsel, auf der um 1100 ein slawisch-feudales Burg- und Siedlungszentrum entstanden ist. 53° 11′ N, 13° 52′ O

### Pechberg
Der Pechberg (südwestlich von Suckow, bei Vossberg) gehört zu den höchsten freiliegenden Punkten der Region und bietet dadurch einen beeindruckenden Ausblick über die Uckerseen bis nach Prenzlau. Der Name stammt von Siedlern, die aus kienhaltigem Holz Pech gewonnen haben. Auf dem höchsten Punkt des Berges wurde in der Bronzezeit ein Hügelgrab errichtet. 53° 9′ N, 13° 50′ O

### Groß Fredenwalde
In Groß Fredenwalde (südwestlich von Vossberg gelegen) befindet sich eine Grab- und Kultstätte aus der Mittelsteinzeit. Sie stellt die älteste bekannte Grabstätte der Uckermark dar. Zusätzlich gibt es einen frühslawischen und später mittelalterlichen Burgwall, eine ursprünglich spätmittelalterliche Feldsteinkirche sowie ein Gutshaus aus der Barockzeit.